# Казино Корви (Л'Аквила)
Казино Корви (итал. Casino Corvi) је насеље у Италији у округу Л'Аквила, региону Абруцо.
Према процени из 2011. у насељу је живело 36 становника. Насеље се налази на надморској висини од 403 м.